# Real Sociedad de Fútbol (femenino)
La Real Sociedad de Fútbol Femenino es la sección de fútbol femenino de la Real Sociedad de Fútbol (San Sebastián, Guipúzcoa, España), fue creado en 2004 y, desde la temporada 2005-06, compite en la Primera División Femenina.

## Historia
El equipo de fútbol femenino de la Real Sociedad fue creado en el año 2004. Su primer entrenador fue Íñigo Domínguez. En su primera temporada consigue el ascenso a Primera Nacional y en la siguiente, la 2005-06, logra el ascenso a la Superliga, máxima categoría del fútbol femenino en España.

## Trayectoria
En su primera temporada en la élite terminan en novena posición. En la temporada 2007-08 acaban en décima posición y la 2008-09 ocupan de nuevo la décima posición. La temporada 2009-10 con el cambio de formato, en la primera fase consiguieron el 3.er puesto y lograron clasificarse pasa la segunda fase y jugaron por ganar el título. En esa segunda fase quedaron en séptima posición solo por encima del Levante UD. En la temporada 2010-11 y con el mismo formato que la temporada anterior, en la primera fase consiguió el primer puesto empatando a puntos con el Athletic Club, en la segunda fase, luchando por el título de liga, quedaron 8.ª. 
En la Copa de la Reina lograron clasificarse para las semifinales después de eliminar en octavos de final al Valencia Féminas CF y en cuartos al CE Sant Gabriel. En semifinales cayeron derrotas por el campeón, el FC Barcelona. 
En la temporada 2018/19, en la semifinal de la Copa de la Reina contra el Sevilla FC, en el estadio de Anoeta, y frente a más de 18.000 hinchas, las txuri-urdin lograron el pase a la final por 3 a 1. El 11 de mayo de 2019, en la final de la Copa que se disputó en el Nuevo Estadio de Los Cármenes, la Real Sociedad se proclamó campeona al vencer por 1 a 2, con goles de Kiana Palacios y Nahikari García, al Atlético de Madrid.
| Temporada | Categoría        | Puesto     | Champions             | Copa de la Reina | Copa Euskal Herria |
| --------- | ---------------- | ---------- | --------------------- | ---------------- | ------------------ |
| 2004–05   | Liga Vasca       | Ascenso    |                       |                  |                    |
| 2005–06   | Segunda División | Ascenso    |                       |                  |                    |
| 2006–07   | Primera División | 9.º        |                       |                  |                    |
| 2007–08   | Primera División | 10.º       |                       |                  |                    |
| 2008–09   | Primera División | 10.º       |                       |                  |                    |
| 2009–10   | Primera División | 7.º        |                       | 1/8 final        |                    |
| 2010–11   | Primera División | 8.º        |                       | Semifinalista    | Subcampeón         |
| 2011–12   | Primera División | 7.º        |                       |                  | Campeón            |
| 2012–13   | Primera División | 10.º       |                       |                  | Subcampeón         |
| 2013–14   | Primera División | 7.º        |                       | 1/4 final        | Subcampeón         |
| 2014–15   | Primera División | 11.º       |                       |                  | Subcampeón         |
| 2015–16   | Primera División | 5.º        |                       | 1/4 final        | Subcampeón         |
| 2016–17   | Primera División | 8.º        |                       | 1/4 final        | Subcampeón         |
| 2017-18   | Primera División | 7.º        |                       | 1/4 final        | Subcampeón         |
| 2018-19   | Primera División | 7.º        |                       | Campeón          | Subcampeón         |
| 2019-20   | Primera División | 6.º        |                       | 1/8 final        | Campeón            |
| 2020-21   | Primera División | 5.º        |                       | 1/4 final        | Campeón            |
| 2021-22   | Primera División | Subcampeón |                       | 1/4 final        | Semifinalista      |
| 2022-23   | Primera División | 8.º        | 2.ª ronda Fase Previa | 1/8 final        | Campeón            |
| 2023-24   | Primera División | 8.º        |                       | Subcampeón       | Subcampeón         |

## Cuerpo técnico
- Primer entrenador: Gonzalo Arconada.[6]
- Segundo entrenador: Iñaki Goikoetxea
- Preparador físico: Iker Dominguez
- Delegada de equipo: Leyre Eleizegi
- Entrenador de guardametas: Ander Ruiz

## Lista de entrenadores
| - 2004-07: Íñigo Domínguez - 2007-08: Garbiñe Etxeberria - 2008-10: Javi Garmendia - 2010-12: José Manuel Etxabe - 2012-15: Unai Gazpio - 2015-17: Igor San Miguel - 2017: Juanjo Arregi - 2017-2020: Gonzalo Arconada - 2020-2024: Natalia Arroyo - 2024-2025: José Luis Sánchez Vera - 2025-act. Arturo Ruiz |

## Categorías inferiores
|  | Para más detalles, consultar Sitio web oficial Real Sociedad B Femenino |

Desde la temporada 2018-2019, la cantera de la Real Sociedad cuenta con un nuevo equipo filial, la Real Sociedad B Femenino, que milita en la categoría División de Honor de la Competición Territorial Femenina de Guipúzcoa. Xabier Illarreta y Aintzane Encinas forman la dirección técnica del equipo, junto con Ander Ruiz como entrenador de porteras e Iker Domínguez como preparador físico.

## Estructura del club

### Organigrama
- Presidente: Jokin Aperribay
- Directora Deportiva: Garbiñe Etxeberria
- Secretario técnico: Xabier Illarreta
- Responsable de Tecnificación: Aintzane Encinas

### Estadio
El primer equipo femenino de la Real Sociedad juega habitualmente en el terreno Z7 de las instalaciones deportivas de Zubieta (San Sebastián, Guipúzcoa) y tiene capacidad para 2.500 plazas. 
En 2005, con motivo de la reinauguración de las instalaciones de Zubieta, la sección femenina de la Real Sociedad organizó un partido amistoso contra el Olympique de Lyon, condierado un equipo referente a nivel europeo.
En 2018, se disputó por primera un partido oficial del primer equipo femenino de la Real Sociedad en el Estadio de Anoeta. Al encuentro acudieron 21.500 hinchas. La Real cayó derrotada por 4 goles a 1 frente al Athletic de Bilbao, aunque las txuri-urdin lograron clasificarse para la copa de la Reina de la temporada 2018-2019.

### Instalaciones deportivas
Los equipos de la Real Sociedad entrenan en las instaciones deportivas de Zubieta. Se trata de un recinto de 70.000m2, con 7 terrenos de juego: 4 de hierba natural y 3 sintéticos. El centro deportivo dispone también de una sala de rehabilitación, una deportiva, una proyección y una sala de prensa.

## Palmarés

### Nacional
| Título           | Entrenador       | Sede    | Temporada |
| ---------------- | ---------------- | ------- | --------- |
| Copa de la Reina | Gonzalo Arconada | Granada | 2018-2019 |

### Autonómico
| Título                | Entrenador       | Sede       | Temporada |
| --------------------- | ---------------- | ---------- | --------- |
| Copa de Euskal Herria | Unai Gazpio      | País Vasco | 2011-2012 |
| Copa de Euskal Herria | Gonzalo Arconada | País Vasco | 2019-2020 |

## Datos del club
- En la temporada 2018/19, la Real Sociedad compitió con la plantilla más joven del campeonato, 23 años de media, de la Liga Iberdrola.[13]
- En la temporada 2011/12, la Real fue uno de los primeros clubes en realizar contratos laborales a sus jugadoras. Y en la siguiente temporada, les realizaron las fichas profesionales.[12]

## Otras secciones
|  | Para más detalles, consultar Sitio web oficial Real Sociedad Femenino Hockey Hierba |

La Real Sociedad cuenta también con un equipo femenino de hockey hierba que juega en la División de Honor.